# Claude Picasso
Claude Ruiz Picasso (Boulogne-Billancourt, 15 maggio 1947 – Ginevra, 24 agosto 2023) è stato un fotografo, fotoreporter, direttore della fotografia, regista, grafico e imprenditore francese con cittadinanza spagnola.

## Biografia
Figlio del celebre pittore Pablo Picasso e Françoise Gilot e fratello maggiore di Paloma Picasso, per volontà della madre gli fu dato il nome in onore di Claude Gillot, un pioniere dell'arte rococò francese e mentore del collega artista Jean-Antoine Watteau. Si è chiamato Claude Gilot fino all'età di 12 anni. Fu assistente fotografico di Richard Avedon per quasi un anno e studiò cinema e messa in scena all'Actors Studio. Lavorò inoltre come fotoreporter per Time Life, Vogue e Saturday Review.
Claude visse a New York tra il 1967 e il 1974. Nel 1968 conobbe Sara Lavner (Schultz), una giovane donna di Brooklyn, e i due si sposarono nel 1969 per poi divorziare nel 1972. Lavorava come fotografo a New York quando morì suo padre. A quel tempo, aveva vissuto un periodo di allontanamento dal padre a causa del libro di memorie di sua madre Life with Picasso. L'eredità di suo padre tuttavia si rivelò importante per lui ed egli istituì l'"Amministrazione Picasso" per occuparsi del diritto d'autore e di altre questioni legali.
Morì all'età di 76 anni il 24 agosto 2023. Era sopravvissuto alla madre appena due mesi.

## Premi
- Claude Picasso fu decorato con la Legion d'Honneur nel 2011 per il suo lavoro personale come fotografo, direttore della fotografia e artista visivo, nonché per i suoi sforzi per amministrare l'eredità di suo padre.